# Zangoula
Ne doit pas être confondu avec Bangoula.
Zangoula est une localité située dans le département de Garango de la province du Boulgou dans la région Centre-Est au Burkina Faso.

## Géographie
Zangoula a été administrativement détaché de Lergho (tout comme les villages de Golinga, Gotinga et Yaza) vers 2012, l'ensemble des localités regroupant 4 155 habitants dénombrés lors du dernier recensement général de la population en 2006

## Santé et éducation
Le centre de soins le plus proche de Zangoula est le centre de santé et de promotion sociale (CSPS) de Lergho tandis que le centre médical avec antenne chirurgicale (CMA) se trouve à Garango.
Le village possède un centre d'alphabétisation.